# セント・ローレンス・アベニュー駅
セント・ローレンス・アベニュー駅 (英語: St. Lawrence Avenue) はブロンクス区パークチェスターのウェストチェスター・アベニューとセント・ローレンス・アベニューの交差点に位置するニューヨーク市地下鉄IRTペラム線の駅である。6系統が終日停車する。

## 駅構造
| P ホーム階 | 相対式ホーム、右側扉が開く | 相対式ホーム、右側扉が開く                                                                                  |
| P ホーム階 | 南行緩行線                 | ← ブルックリン・ブリッジ-シティ・ホール駅行き（モリソン・アベニュー-サウンドビュー駅）                      |
| P ホーム階 | 混雑方向急行線             | ← 平日日中混雑方向：通過 →                                                                                  |
| P ホーム階 | 北行緩行線                 | → 平日午後：パークチェスター駅行き（終点）→ 平日午後以外：ペラム・ベイ・パーク駅行き（パークチェスター駅）→ |
| P ホーム階 | 相対式ホーム、右側扉が開く | |
| M          | 改札階                     | 改札口、駅員詰所、メトロカード自動券売機                                                                    |
| G          | 地上階                     | 出入口 |

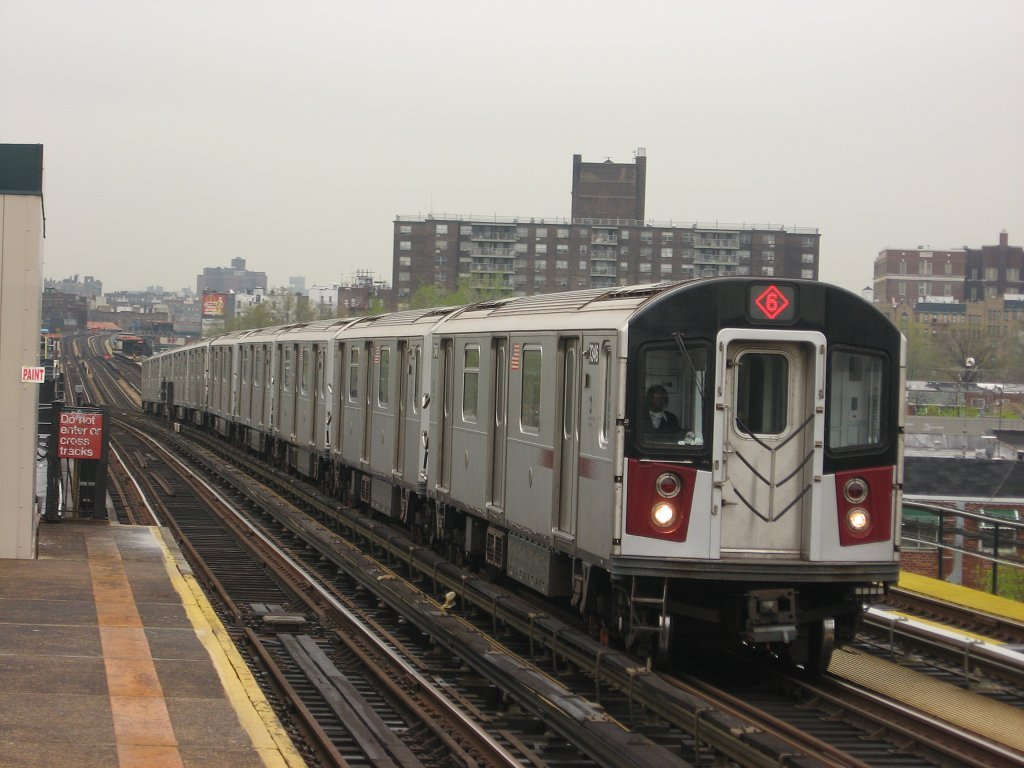
R142形<6>系統が駅を通過する

駅はペラム線がハンツ・ポイント・アベニュー駅からパークチェスター-東177丁目駅（現：パークチェスター駅）まで延伸開業した1920年5月30日に開業した。相対式ホーム2面と緩行線2線・急行線1線を有した2面3線の高架駅で、中央の急行線はラッシュ時に<6>系統が通過している。

### 出入口
駅唯一の改札口は駅東端にあり、各ホームから階段が接続している。改札口からはウェストチェスター・アベニューとセント・ローレンス・アベニューの交差点北東・南西に1つずつ階段が接続している。